# أنتوني هويل
أنتوني هويل (بالإنجليزية: Anthony Howell)‏ (27 مايو 1986 بنوتنغهام في المملكة المتحدة - ) هو لاعب كرة قدم بريطاني في مركز الوسط. لعب مع Eastwood Town F.C. ‏ وIlkeston F.C. ‏ وHucknall Town F.C. ‏ وAlfreton Town F.C. ‏ ونادي مانسفيلد تاون.

## وصلات خارجية
- أنتوني هويل على موقع قاعدة بيانات كرة القدم.إي يو (الإنجليزية)
- أنتوني هويل على موقع Soccerbase.com (لاعب) (الإنجليزية)